# Rafael Olarra
 (septembre 2016).
Si vous disposez d'ouvrages ou d'articles de référence ou si vous connaissez des sites web de qualité traitant du thème abordé ici, merci de compléter l'article en donnant les références utiles à sa vérifiabilité et en les liant à la section « Notes et références ».
Rafael Olarra est un joueur de football professionnel chilien né le 26 mai 1978 à Santiago. Il évolue au poste de défenseur à l'Audax Italiano.

## Biographie
Rafael Olarra connaît sa première sélection en équipe de Chili lors du match Chili - Iran le 31 janvier 1998.
Entre 1998 et 2006, il totalise 33 sélections et 2 buts pour l'équipe du Chili.

## Palmarès
| Année | Titre                                        | Club                 | Pays   |
| 1998  | Vainqueur de la Copa Chile                   | Universidad de Chile | Chili  |
| 1999  | Vainqueur de la Primera División             | Universidad de Chile | Chili  |
| 2000  | Vainqueur de la Copa Chile                   | Universidad de Chile | Chili  |
| 2000  | Vainqueur de la Primera División             | Universidad de Chile | Chili  |
| 2006  | Vainqueur de la Liga ha'Al                   | Maccabi Haïfa        | Israël |
| 2009  | Vainqueur de la Primera División (ouverture) | Universidad de Chile | Chili  |